# UK hardcore
L'UK hardcore, proveniente appunto dal Regno Unito, è ben diverso dal suo omonimo olandese o continentale. Risulta infatti una fusione di techno hardcore e happy house.
È caratterizzato, oltre che dalla cassa dritta e distorta, da una elevata velocità, da melodie semplici e (tutt'altra cosa rispetto all'hardcore olandese o italiano) allegre.
Parente dell'UK Hardcore è la freeform hardcore, detta FINRG, ma più popolare in Finlandia, con melodie più "dark".